# ژانگ لیفانگ
ژانگ لیفانگ (انگلیسی: Zhang Lifang؛ زادهٔ ۳ ژانویهٔ ۱۹۸۲)  بازیکن سافت‌بال زن اهل چین بود. در بازی‌های المپیک تابستانی ۲۰۰۴ شرکت کرده‌است.